# Rozejm w Mudros
Rozejm w Mudros – układ rozejmowy kończący działania wojenne I wojny światowej pomiędzy Imperium Osmańskim a Ententą, podpisany 30 października 1918 na pokładzie okrętu liniowego Royal Navy HMS „Agamemnon”, stojącego na kotwicy w porcie Mudros na greckiej wyspie Lemnos.
Sygnatariuszami rozejmu był ze strony Ententy admirał Somerset Arthur Gough-Calthorpe, dowódca brytyjskiej eskadry Royal Navy Morza Śródziemnego, ze strony tureckiej Rauf Bej, minister marynarki wojennej Imperium Osmańskiego. Układ został zawarty w imieniu całej Ententy, pomimo protestu rządu Francji.
- Turcja zobowiązywała się otworzyć Bosfor i Dardanele oraz poddać je okupacji państw Ententy.
- upoważniała Ententę do okupacji wszelkich innych punktów strategicznych Imperium w przypadku „zagrożenia bezpieczeństwa” i „sześciu ormiańskich wilajetów” w przypadku „chaosu”.
- Ententa otrzymywała swobodne wejście na Morze Czarne.
- tureckie okręty wojenne przechodziły w ręce sprzymierzonych.
- armia turecka miała opuścić wszystkie terytoria poza granicami państwa (wyjąwszy część Kaukazu Południowego), wycofać się z Trypolitanii, Arabii, Mezopotamii, Syrii, faktycznie również Cylicji, przekazać Entencie system tuneli w górach Taurus, na Kaukazie południowym wojska tureckie miały wycofać się na linię granicy rosyjsko-tureckiej z 1914, czyli z terytoriów Demokratycznej Republiki Gruzji, Demokratycznej Republiki Azerbejdżanu i Demokratycznej Republiki Armenii
- armia turecka, w tym lotnictwo miała zostać zdemobilizowana, poza pewną, nieoznaczoną liczbą jednostek.
- wszystkie koleje, drogi i porty zostały udostępnione aliantom.
- Imperium Osmańskie zrywało stosunki dyplomatyczne i wojskowe z Państwami Centralnymi.
- wojska Państw Centralnych (w praktyce kontyngent Armii Cesarstwa Niemieckiego) i ich obywatele w ciągu miesiąca mieli opuścić granice Imperium.
- rozejm wchodził w życie 31 października 1918 w południe.

13 listopada 1918 do Konstantynopola  zawinęła eskadra Royal Navy. Rozpoczęła się okupacja miasta przez siły brytyjskie, francuskie i włoskie, trwająca do 23 września 1923. W dwa tygodnie później cieśniny tureckie zostały obsadzone przez wojska brytyjskie, które zajęły znajdujące się tam fortyfikacje.
Rozejm w Mudros  był wstępem do podziału terytoriów Imperium Osmańskiego, które znalazło kulminację w traktacie w Sevres 10 sierpnia 1920. Było to również preludium do upadku Imperium, tureckiej wojny o niepodległość, wojny grecko-tureckiej (1919–1922) i proklamowania Republiki Tureckiej.